# 房亮
房 亮（ぼう りょう、459年 - 529年）は、北魏の政治家・軍人。字は景高。本貫は東清河郡繹幕県。

## 経歴
北魏の譙郡太守の房法延の子として生まれた。太和年間、秀才に選抜され、奉朝請となった。秘書郎に任じられ、員外散騎侍郎を兼ねた。492年（太和16年）、中書侍郎宋弁の副使として南朝斉への使者をつとめた。帰国すると、尚書二千石郎中・済州中正に任じられた。員外常侍を兼ね、高句麗への使者に立ったが、高句麗王は病にかこつけて会おうとしなかった。房亮は任務に失敗したため、官爵を剥奪されて郎中を代行した。後に済北郡太守となり、平原郡太守に転じ、清廉で厳格な統治で知られた。508年（永平元年）、京兆王元愉が冀州で反乱を起こすと、平原郡は冀州と境を接していたため、元愉は房亮のもとに使者を派遣して反乱に加担するよう説かせた。房亮はその使者を斬って、兵を発して防備させた。このため元愉は部将の張霊和を派遣して平原郡を攻撃させた。房亮は城を出て迎え撃ち、張霊和を破った。まもなく服喪のため官を退いた。服喪を終えると、左将軍・汲郡太守に任じられた。前将軍・東荊州刺史に転じた。平東将軍・滄州刺史に転じ、入朝して光禄大夫となり、安東将軍の位を加えられた。529年（永安2年）、死去した。享年は71。撫軍将軍・斉州刺史の位を追贈された。
子の房柬は、字を元約といい、光禄大夫となった。

## 伝記資料
- 『魏書』巻72 列伝第60
- 『北史』巻45 列伝第33